# Jacques Pereira
Jacques Pereira (3. února 1955, Casablanca - 3. listopadu 2020, Vila Real de Santo António) byl portugalský fotbalista marockého původu, záložník. 

## Fotbalová kariéra
Začínal v SC Farense. Dále hrál za FC Famalicão, SC Braga, FC Porto a SC Covilhã. V portugalské lize nastoupil ve 241 utkáních a dal 83 gólů. Kariéru zakončil v nižších soutěžích v týmech Lusitano VRSA a UD Castromarinense. V roce 1985 vyhrál s FC Porto portugalskou ligu a v roce 1984 portugalský fotbalový pohár. V Poháru vítězů pohárů nastoupil v 8 utkáních a dal 3 góly. Za portugalskou reprezentaci nastoupil v roce 1981 v přátelském utkání v Bulharsku. 

## Ligová bilance
| Ročník                        | Zápasy | Góly | Klub          |
| ----------------------------- | ------ | ---- | ------------- |
| 1. portugalská liga 1974/1975 | 6      | 0    | SC Farense    |
| 1. portugalská liga 1975/1976 | 26     | 12   | SC Farense    |
| 2. portugalská liga 1976/1977 | -      | -    | FC Famalicão  |
| 2. portugalská liga 1977/1978 | -      | -    | FC Famalicão  |
| 1. portugalská liga 1978/1979 | 27     | 10   | FC Famalicão  |
| 1. portugalská liga 1979/1980 | 24     | 2    | SC Braga      |
| 1. portugalská liga 1980/1981 | 27     | 17   | SC Braga      |
| 1. portugalská liga 1981/1982 | 30     | 27   | FC Porto      |
| 1. portugalská liga 1982/1983 | 14     | 3    | FC Porto      |
| 1. portugalská liga 1983/1984 | 18     | 5    | FC Porto      |
| 1. portugalská liga 1984/1985 | 18     | 0    | FC Porto      |
| 1. portugalská liga 1985/1986 | 21     | 4    | SC Braga      |
| 1. portugalská liga 1986/1987 | 9      | 1    | SC Braga      |
| 1. portugalská liga 1987/1988 | 21     | 2    | SC Covilhã    |
| 2. portugalská liga 1989/1990 | 25     | 4    | Lusitano VRSA |
| 2. portugalská liga 1990/1991 | 20     | 0    | Lusitano VRSA |
| CELKEM 1. portugalská liga    | 241    | 83   |               |